# Cantiones natalitiæ
Cantiones Natalitiæ zijn 17e-eeuwse meerstemmig gezette kerstliederen uit de Spaanse Nederlanden.

## Ontstaan en context

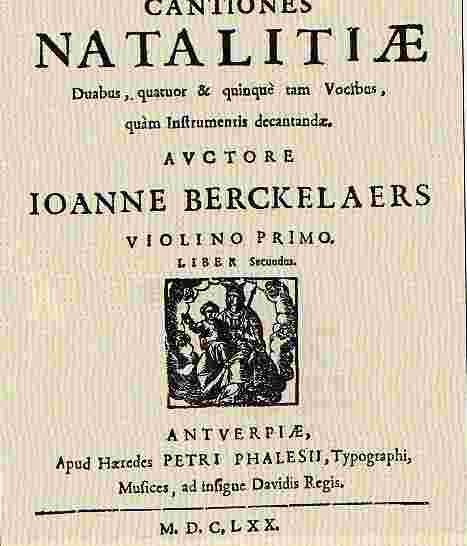
Meerstemmige Cantiones natalitiæ (kerstliederen) voor zangers en instrumenten van Johannes Berckelaers, in Antwerpen uitgegeven bij de erven van Petrus Phalesius in 1670

De cantiones hebben Nederlandse of Latijnse teksten. De Latijnse benaming cantio Natalitiæ (letterlijk geboortegezang) is denkelijk ontleend aan het Nederlandse woordenboek Etymologicum uit 1598 van de beroemde lexicograaf Cornelius Kiliaan, waar het Nederlandse woord leijsen aldus in het Latijn vertaald is.
Dat zij omstreeks de kersttijd door de beroepszangers van het kerkkoor samen met de koorknapen (koralen) onder begeleiding van het orgel werden gezongen, is gedocumenteerd. Ofschoon de kerstliederen geen officiële liturgische gezangen waren, werden zij tijdens of meteen na de kerkdiensten gezongen; met name na het Marialof. De eerste kerstliederen van deze soort zijn dan ook opgenomen in een muziekbundel met Mariagezangen, de Laudes vespertinæ B(eatæ) Mariæ Virginis, item hymnus Venerabilis Sacramenti, et humni sive cantiones natalitæ, quatuor, quinque et sex vocum (Avondloven van Onze-Lieve-Vrouwe, benevens de hymne van het Heilige Sacrament, en kersthymnen of –gezangen, voor vier, vijf of zes stemmen), uitgegeven in Antwerpen in 1604. In deze bundel zijn aan de meerstemmige zettingen van Maria-antifonen, Ave Maria’s en sacramentshymnen zes Latijnse kerstliederen toegevoegd. Op de titelbladzijde staan zij aangeduid als cantiones Natalitiæ. Deze niet-liturgische kerstliederen bleven kennelijk binnen de kerk hun plaats in het kerstrepertoire behouden. Dit ofschoon het Concilie van Trente in een contrareformatorische reflex eenvormigheid had ingevoerd in de liturgische gezangen van de katholieke kerk en hoewel er door de kerkelijke autoriteiten nauwgezetter kon worden gewaakt over de juiste toepassing van de richtlijnen sinds Antwerpen de zetel van een bisdom was en niet langer van het veraf gelegen Kamerijk afhing. Wat de periode betreft die aan de 17e eeuw voorafgaat, in het bijzonder de 15e en 16e eeuw, bestaat het thans overgeleverde kerstliederenrepertoire overwegend uit niet met de melodie of eenstemmig genoteerde Nederlandse en Latijnse liederen en een beperkter aantal meerstemmige, voornamelijk tweestemmige zettingen.

## Functie bij de kerstviering
Er wordt aangenomen dat de liederen ook werden gezongen tijdens het kindjewiegen, waarbij een wieg met een pop of een echte baby in de kerk werd geplaatst en door de priester heen en weer bewogen. De antikatholieke auteur Walich Sylvaerts gaf daar in 1604 een beschrijving van. Op kerstdag placht men een wiegje met een beeldje – een kindje in de luiers - op het hoogaltaar te plaatsen. De ouders namen hun kinderen mee de kerk binnen met voor elk kind een wiegje waaraan een belletje was gebonden. Wanneer onder de mis de priester het kindje op het altaar begon te wiegen en Eia, eia, eia zong, wiegden ook alle kinderen hun kindjes en zongen van Eia. Dat ging gepaard met veel kabaal en bellengerinkel. Het eia, sus sus, na na na kindeken en wij wiegen uit sommige cantiones heeft waarschijnlijk op deze praktijk betrekking.
Menig cantione heeft het gebeuren in de kerststal tot onderwerp. De tegenstelling tussen de meelijwekkende omstandigheden rond de kribbe en de almacht van het Kindeken wordt met graagte bezongen zoals het wonder van de onbevlekte ontvangenis. Onder invloed van de pastorale mode krijgen de herders ook klassieke namen toebedeeld, zoals Tyter en Corydon.

## Stilistische evolutie

#### 1604-1648: Eenvoudige zettingen en contrafacten
Aanvankelijk bewerkten de kerkmusici uitsluitend geliefde eenstemmige kerstliederen meerstemmig; daaronder kerstliederen die al langer tot het repertoire behoorden (bv. Met desen nieuwen Jaere en Puer nobis nascitur). Jezuïeten hadden een aantal oudere kerstliederen aangepast en die kregen een eigentijdsere melodie, zoals Dies est laetitiae en Het viel eens hemels dauwe. Sommige liederen waren contrafacten, zoals O quam amabilis, O salich heylich Bethlehem, Lof sy dat soete kindeken cleyn en O wonder onverwacht, waar Franse liederen of airs de cour aan ten grondslag lagen, of O Herders laet uw’ boxkens en schapen waar de tekst op een courante gezet is, ook bekend uit het dansrepertoire van Michael Praetorius’ bundel Terpsichore.

#### 1648-1695: De Antwerps-Gentse en de Brusselse variant
Omstreeks het midden van de 17e eeuw begonnen Vlaamse kerkmusici zelf wijzen voor hun cantiones natalitiæ te bedenken. De eenvoudige coupletliederen werden meer uitgebreid en bijvoorbeeld voorzien van instrumentale ritornelli en afwisselende gedeelten voor solisten en koor om uit te groeien tot composities met cantateachtige vorm en omvang. De meest productieve componist van dit laatste genre was Joannes Berckelaers, over wiens leven niets meer bekend is dan dat hij blind was.
Er ontstaat ook enig onderscheid tussen een Antwerps-Gentse en een Brusselse variant in de compositie van cantiones natalitiæ. In de Brusselse variant ligt de melodie in de hoogste stem, waarbij de praecentus de cantus verdubbelt. Allicht zong de solist op de voorgrond en het koor op de achtergrond, wat door de manier van uitgeven wordt gesuggereerd. Het kan ook dat de praecentus de halve of hele strofen voorzong; het koor kon die dan herhalen. Deze wijze van uitvoeren is uitgeschreven in enkele oudere stukken. Omdat de verdubbeling van de cantus door een praecentus, naast in de bundel van componist Borremans, vermoedelijk ook is toegepast in twee andere bundels van Brusselse componisten, lijkt deze vorm bepalend voor de Brusselse variant van het genre. Meer variatie is er wanneer elke strofe met een solistisch deel begint dat door de praecentus gezongen wordt met basso continuo, gevolgd door een refrein voor koor, dat reprise wordt genoemd. De werkwijze met solo- en koordelen verschijnt voor het eerst in een ongedateerde verzameling van omstreeks 1645. Deze compositiewijze met reprise is frequent bij in Antwerpen en Gent bedrijvige componisten.
Onderling verschilt de Antwerps-Gentse wijze van componeren nog doordat de Gentse zonder uitzondering een solodeel voor praecentus en basso continuo heeft, waar in de Antwerpse stukken twee solisten zingen; een praecentus die de melodie zingt en een praecentus bassus die de basso-continuolijn meezingt.

## Na de 17e eeuw
De 17de-eeuwse cantiones natalitiæ blijven betrekkelijk geliefd en verschijnen in liedboeken van de 18e eeuw en geografisch tot in de Republiek der Zeven Verenigde Nederlanden. Twee kerstliederen van Hurtado, Illibata ter beata en Sus kintjen sus en crijt niet meer, worden aangetroffen in de wijsaanduidingen van de fijn-gereformeerde Utrechtse dichter Jodocus van Lodensteyn (1676). Een aantal cantiones natalitiæ zijn opgenomen in de versteekboeken van beiaarden, terwijl andere in de klavierbewerking van klavecimbelhandschriften zijn te vinden. Een aantal liederen bleven populair tot in de 19e eeuw en werden in verbasterde vorm door volksliedverzamelaars opgetekend uit de Vlaamse volksmond, zoals Berckelaers’ Laet ons gaan om te besoecken of het anonieme Herders hy is gheboren. Componist François-Auguste Gevaert, een vooraanstaande kenner van de muziekgeschiedenis, laat in die eeuw het genre nog terugkeren in zijn eigen compositie van een tweetalig (Latijns-Nederlands) Canticum Natilitiæ.

## Bundels met cantiones natalitiæ en jaar van uitgave
- 1604: Laudes vespertinæ (+6 cantiones natalitiæ)
- 1629: Laudes vespertinæ (+26 cantiones natalitiæ, van onder anderen Cornelis Verdonck, Guilielmus Munninckx en Guilielmus Messaus)
- 1645 (circa): Cantiones natalitiæ
- 1648: Laudes vespertinæ (+39 cantiones natalitiæ van onder anderen Guilielmus Messaus)
- 1651: Cantiones natalitiæ (van onder anderen Joannes Loisel)
- 1654 (herdruk 1667): Cantiones natalitiæ (Godefridus Carmelita)
- 1655: Cantiones natalitiæ (Petrus Hurtado)
- 1657: Cantiones natalitiæ (Joannes Florentius a Kempis)
- 1658: verzamelbundel (onder meer Oliverius le Fèvre)
- 1660: Cantiones natalitiæ (Guilielmus Borremans)
- 1660: Cantiones natalitiæ (Gaspar de Verlit)
- 1665: Cantiones natalitiæ (Joannes van der Wielen)
- 1667: Cantiones natalitiæ (Joannes Berckelaers)
- 1670: Cantiones natalitiæ (Joannes Berckelaers)
- 1675: Cantiones natalitiæ (Franciscus Loots)
- 1679: Cantiones natalitiæ (Joannes Berckelaers)
- 1688: Cantiones natalitiæ (Joannes Berckelaers)
- 1695 (circa) : Cantiones natalitiæ (Joannes Berckelaers)